# سلول گرانولوزا

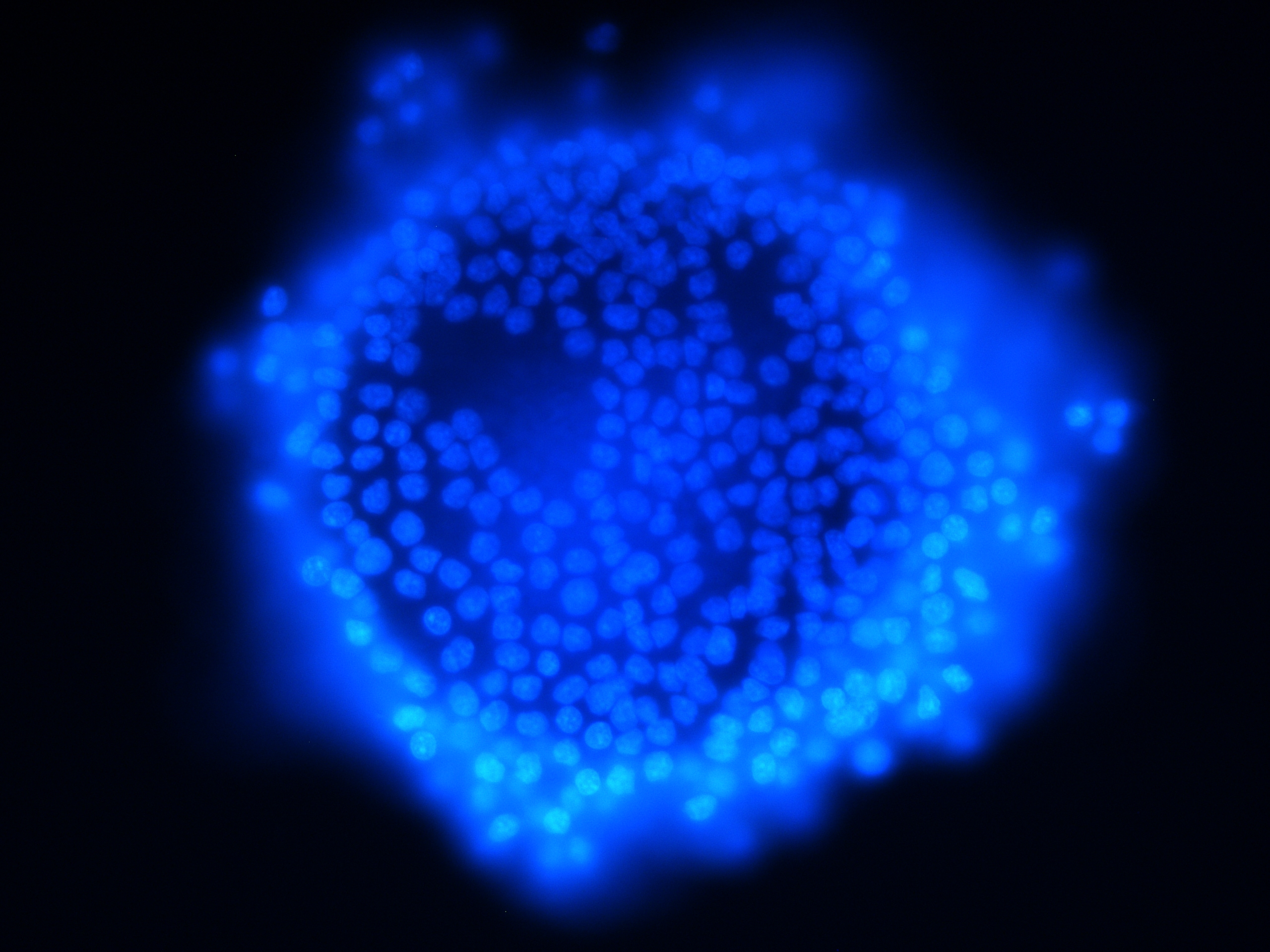
تخمک خوک توسط سلول های گرانولوزا احاطه شده است. میکروسکوپ فلورسانس، رنگی‌آمیزی با دی‌ای‌پی‌آی.

سلول گرانولوزا (انگلیسی: Granulosa cell) یا سلول فولیکولار یک سلول سوماتیک در طناب جنسی است که ارتباط نزدیکی با گامت جنس مؤنث (که بدان اووسیت گفته می‌شود) در تخمدان پستانداران دارد.

## ساختار و عملکرد

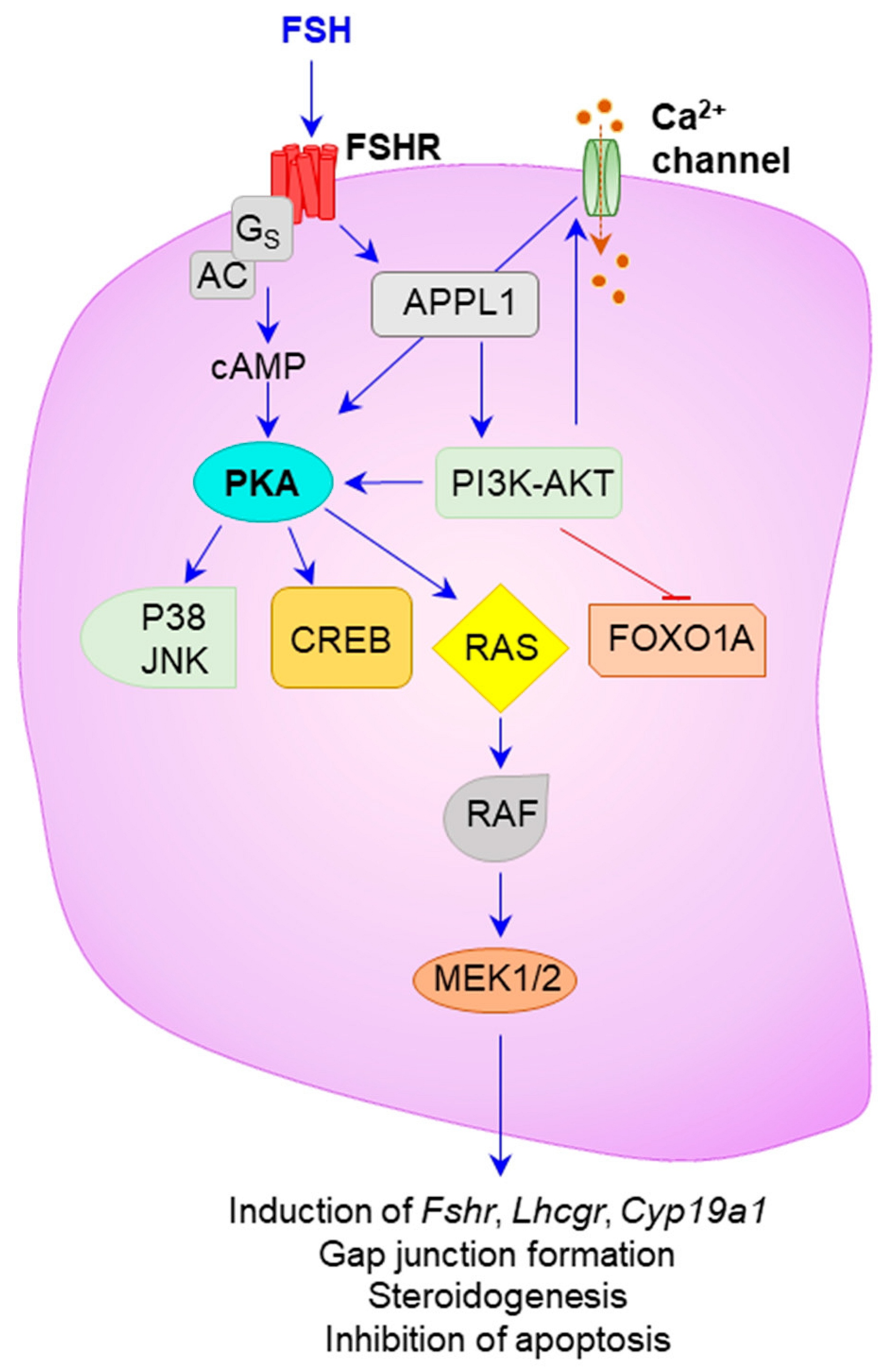
مسیرهای پیام‌رسانی FSH در فولیکول‌های تخمدان، شامل فعال‌سازی cAMP/PKA و PI3K/AKT، برای رشد، انتخاب و عملکرد فولیکول ضروری هستند.

در فولیکول اولیه تخمدان و بعداً هنگام رشد فولیکول (فولیکولوژنز)، سلول‌های گرانولوزا پیشروی می‌کنند تا یک تودهٔ سلولی چند لایه‌ای (موسوم به «کومولوس اوفوروس») را در اطراف اووسیت در فولیکول قبل از تخمک‌گذاری، یا فولیکول آنترال (یا فولیکول گرآف) تشکیل دهند.
عملکردهای اصلی سلول‌های گرانولوزا شامل تولید استروئیدهای جنسی و همچنین تعداد بیشماری فاکتورهای رشد است که تصور می‌شود در طول رشد اووسیت با آن تعامل دارند. تولید هورمون‌های استروئیدی جنسی با هورمون محرکه فولیکولی (FSH) در هیپوفیز قدامی شروع می‌شود و سلول‌های گرانولوزا را تحریک می‌کند تا طی فاز فولیکولر چرخه قاعدگی آندروژن‌ها را (که از سلول‌های تکای فولیکول نشأت می‌گیرند) توسط آنزیم آروماتاز به استرادیول مبدل کنند. با این حال، پس از تخمک‌گذاری، سلول‌های گرانولوزا به سلول‌های لوتئین گرانولوزا تبدیل می‌شوند که پروژسترون می‌سازند. پروژسترون ممکن است حاملگی بالقوه را حفظ کند و باعث تولید مخاط غلیظ دهانه رحم شود که مانع ورود اسپرم به رحم می‌شود.

## جنین‌شناسی سلول‌های گرانولوزای تخمدان
هنگام شکل‌گیری و تکوین اندام‌های ادراری و تناسلی، «اُوگونیا» در ستیغ تناسلی فرومی‌رود.
منشأ جنینی سلول‌های گرانولوزا بحث‌برانگیز است. در دهه ۱۹۷۰، شواهدی به‌دست آمد مبنی بر اینکه اولین سلول‌هایی که با «اُوگونیا» تماس یافتند، منشأ مزونفریک داشتند. به نظر می‌رسد سلول‌های مزونفریک که قبلاً با «اُوگونیا» ارتباط نزدیکی داشتند، در طول تکامل رویان تکثیر یافته تا لایه سلولی گرانولوزا را تشکیل دهند. اخیراً این فرضیه با انجام برخی بررسی‌های دقیق بافت‌شناسی به چالش کشیده شده‌است. «سایر» و همکاران این فرضیه کرده‌اند که در گوسفند بیشتر سلول‌های گرانولوزا از سلول‌های مزوتلیوم (یعنی سلول‌های اپیتلیال از اپیتلیوم سطح احتمالی تخمدان) ایجاد می‌شوند. در سال ۲۰۱۳، پیشنهاد شد که هم سلول‌های گرانولوزا و هم سلول‌های اپیتلیال سطح تخمدان از یک سلول پیش‌ساز به نام «سلول‌های اپیتلیال‌مانند-ستیغ تناسلی» نشأت گرفته می‌شوند.

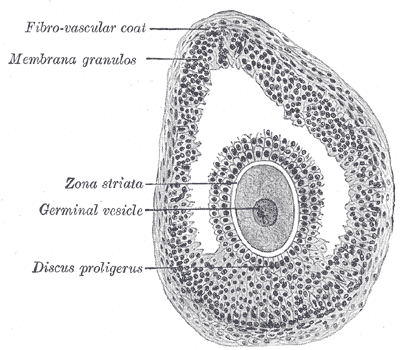
بخش فولیکول وزیکولار تخمدان گربه؛ با بزرگنمایی ۵۰ برابر. غشاء گرانولوزا در سمت چپ بالا برچسب‌گذاری شده‌است.

## انواع
سلول‌های کومولوس دور تخمک را احاطه کرده‌اند. آنها مواد مغذی را برای تخمک فراهم می‌کنند و رشد تخمک را به شکل پاراکرین تحت تأثیر قرار می‌دهند. سلول‌های «گرانولوزای جداری» دیوارهٔ فولیکول را می‌پوشانند و حفره درونی (آنتروم) پر از مایع را احاطه می‌کنند. اووسیت موادی ترشح می‌کند که تفاوت‌های عملکردی بین سلول‌های کومولوس و سلول‌های «گرانولوزای جداری» را تعیین می‌کند. سلول‌های کومولوس در درجه اول از رشد و نمو تخمک پشتیبانی می‌کنند در حالی که سلول‌های «گرانولوزای جداری» در وهله نخست نقش غدد درون ریز را ایفا می‌کنند و بدین ترتیب از رشد فولیکول پشتیبانی می‌کنند. سلول‌های کومولوس به رشد تخمک کمک می‌کنند و بیان بالاتری از SLC38A3 (یک ناقل اسیدهای آمینه)، و آنزیم‌های آلدولاز A، آلفا انولاز، لاکتات دهیدروژناز ۱، PFKP, PKM2 و TPI1 که مسئول گلیکولیز هستند، نشان می‌دهند. سلول‌های «گرانولوزای جداری» از نظر استروئیدی فعال‌تر هستند و سطوح بالاتری از ساخت آران‌ای پیام‌رسانِ آنزیم‌های استروئیدزا مانند سیتوکروم پی ۴۵۰ را دارند. سلول‌های «گرانولوزای جداری» مقدار فزاینده‌ای از استروژن تولید می‌کنند که منجر به افزایش ناگهانی هورمون لوتئینی می‌شود. پس از افزایش هورمون لوتئینی، سلول‌های کومولوس شروع به انباشت و می‌کنند و طی این مرحله با سرعتی ده برابر بیشتر از «گرانولوزای جداری» در پاسخ به هورمون محرکه فولیکولی تکثیر می‌شوند. در طول انبساط سلول‌های کومولوس همچنین یک بستر موسینی‌شده تولید می‌کنند که برای برای تخمک‌گذاری مورد نیاز است.

## کشت سلولی
کشت سلول‌های گرانولوزا را می‌توان در شرایط آزمایشگاهی انجام داد. تراکم کشت (تعداد سلول در حجم محیط کشت) نقش مهمی برای تمایز آنها دارد. تراکم کشت کمتر باعث می‌شود سلول‌های گرانولوزا استروژن تولید کنند، در حالی که تراکم کشت بالاتر باعث می‌شود همچون یک جسم زرد تولیدکنندهٔ پروژسترون ظاهر شوند.

## پیری تخمدان
در میمون رزوس ماده با افزایش سن، شکستگی‌های دو رشته‌ای مولکول دی‌ان‌ای در سلول‌های گرانولوزا افزایش می‌یابد و توانایی ترمیم چنین شکستگی‌هایی نیز با افزایش سن، کاهش می‌یابد. این تغییرات در سطح دی‌ان‌ای در سلول‌های گرانولوزا ممکن است در پیری تخمدان نقش داشته باشد.